# Mäster Gudmunds källare
Mäster Gudmunds källare var en svensk restaurang i Jönköping. 
Mäster Gudmunds källare öppnade som en alkoholfri restaurang 1930 på initiativ av verkställande direktören i  Herman Halls Boktryckeri AB Josef Hamrin i företagets nyuppförda hus i hörnet Kapellgatan/Västra Storgatan ("Halls hörna").
Restaurangen har fått sitt namn efter mäster Gudmund, huvudpersonen i Viktor Rydbergs roman Vapensmeden. Rydberg växte upp i restaurangens grannkvarter.
I december 2018, efter att ha hållit öppet i 88 år, stängde restaurangen för gott efter en schism mellan krögaren Nonno Helgesson och fastighetsägaren Hamhus, sedan dess har lokalerna på Kapellgatan stått tomma. Fastighetsägaren Hamhus har meddelat att det inte kommer att bli någon ny restaurang i lokalerna utan att det antingen blir förråd eller konferenslokal.